# 斯米拉 (赫梅利尼克區)
49°46′48″N 28°9′51″E / 49.78000°N 28.16417°E
斯米拉（烏克蘭語：Сміла），是烏克蘭的村落，位於該國西南部文尼察州，由赫梅利尼克區負責管轄，面積1.3平方公里，海拔高度302米，2001年人口369，人口密度每平方公里283.85人。